# Morti il 13 ottobre
| Questa pagina contiene informazioni ricavate automaticamente dalle voci biografiche con l'ausilio del template Bio e di un bot. L'aggiornamento è periodico e automatico e ricostruisce completamente la pagina. Se manca una persona in questa lista, sei pregato di non aggiungerla, ma accertati piuttosto che la sua voce biografica contenga il template Bio e che i dati anagrafici siano correttamente compilati. Se il template Bio manca, inseriscilo tu stesso o, in alternativa, metti l'avviso {{tmp\|Bio}} che ne segnala la mancanza. Se i dati riportati sono sbagliati, correggi direttamente la voce biografica; le modifiche saranno visibili in questa lista entro pochi giorni. Per chiarimenti vedi il progetto biografie. La lista contiene solo le 472 persone che sono citate nell'enciclopedia e per le quali è stato implementato correttamente il template Bio. Pagina aggiornata al 17 ago 2025. |

## IV secolo(1)
- 304 - San Benedetto, militare

## IX secolo(1)
- 807 - Simperto di Murbach, vescovo, abate e santo tedesco

## X secolo(3)
- 909 - Geraldo d'Aurillac, santo franco (n. 855)
- 984 - Luca di Demenna, abate italiano
- 996 - Al-'Aziz bi-llah, imam arabo (n. 955)

## XI secolo(3)
- 1039 - Reginbaldo II di Dillingen, vescovo tedesco
- 1093 - Roberto I di Fiandra, conte fiammingo
- 1100 - Guido I di Ponthieu, nobile francese

## XII secolo(3)
- 1119 - Alano IV di Bretagna, duca
- 1152 - Chelidonia, religiosa italiana
- 1195 - Gualdim Pais, cavaliere medievale portoghese (n. 1118)

## XIII secolo(5)
- 1227 - Minamoto no Michitomo, poeta giapponese (n. 1171)
- 1246 - Matteo Rosso Orsini, nobile italiano (n. 1180)
- 1257 - Biaquino da Camino, vescovo cattolico italiano
- 1282 - Nichiren, monaco buddhista giapponese (n. 1222)
- 1294 - Francesco Ronci, cardinale italiano (n. 1223)

## XIV secolo(4)
- 1311 - Guido di Namur, politico e condottiero fiammingo (n. 1270)
- 1325 - Roberto VII d'Alvernia, conte
- 1382 - Pietro II di Cipro, re (n. 1357)
- 1383 - Pietro da Moglio, notaio e letterato italiano

## XV secolo(5)
- 1415 - Thomas FitzAlan, XII conte di Arundel, militare e politico inglese (n. 1381)
- 1443 - Umberto di Savoia, nobile (n. 1377)
- 1453 - Giacomo I di Baden, sovrano tedesco (n. 1407)
- 1494 - Isabella Stuart, principessa scozzese (n. 1426)
- 1496 - Giordano Caetani, umanista e arcivescovo italiano

## XVI secolo(9)
- 1503 - Maddalena Panattieri, religiosa italiana (n. 1443)
- 1541 - Pedro Gómez Sarmiento de Villandrando, cardinale e arcivescovo cattolico spagnolo (n. 1478)
- 1562 - Claudin de Sermisy, compositore e cantore francese
- 1568 - Camillo Mantovano, pittore italiano
- 1571 - Polissena di San Macario, italiana
- 1573 - Urban Sagstetter, vescovo cattolico austriaco (n. 1529)
- 1576 - Francesco Camilliani, scultore e architetto italiano (n. 1530)
- 1577 - Julián Romero, militare spagnolo (n. 1518)
- 1592 - Nicolò Doria, doge (n. 1525)

## XVII secolo(21)
- 1602 - François du Jon, teologo olandese (n. 1545)
- 1605 - Teodoro di Beza, teologo francese (n. 1519)
- 1622 - Francesco di Gonzaga-Nevers, nobile francese (n. 1606)
- 1626 - Pedro de Oña, vescovo cattolico, filosofo e teologo spagnolo (n. 1560)
- 1628 - Gregorio Boncompagni, II duca di Sora, nobile italiano (n. 1590)
- 1629 - Petrus Bertius, cartografo, bibliotecario e matematico fiammingo (n. 1565)
- 1638 - Adriaen Brouwer, pittore fiammingo (n. 1605)
- 1638 - François Thijssen, esploratore olandese
- 1648 - Francesco Prestino, ingegnere italiano (n. 1610)
- 1649 - Giovanni Diodati, teologo italiano (n. 1576)
- 1660 - Thomas Harrison, generale inglese (n. 1606)
- 1661 - Ernestina di Sayn-Wittgenstein-Hachenburg, nobile tedesco (n. 1626)
- 1668 - Algernon Percy, X conte di Northumberland, militare inglese (n. 1602)
- 1672 - Cosimo Galilei, presbitero italiano (n. 1636)
- 1674 - Mattia Carneri, scultore e architetto italiano (n. 1592)
- 1680 - Lelio Colista, compositore, chitarrista e liutista italiano (n. 1629)
- 1680 - François Roberday, organista e compositore francese (n. 1624)
- 1687 - Geminiano Montanari, astronomo e matematico italiano (n. 1633)
- 1688 - Pedro de Mena, scultore spagnolo (n. 1628)
- 1690 - Ole Borch, scrittore, medico e scienziato danese (n. 1626)
- 1694 - Johann Christoph Pezel, compositore, violinista e trombettista tedesco (n. 1639)

## XVIII secolo(14)
- 1705 - Augustyn Michał Stefan Radziejowski, cardinale e arcivescovo cattolico polacco (n. 1645)
- 1715 - Nicolas Malebranche, filosofo e scienziato francese (n. 1638)
- 1722 - Filippo Tancredi, pittore italiano (n. 1655)
- 1723 - Praskov'ja Fëdorovna Saltykova, nobile russa (n. 1664)
- 1746 - Theophilus Hastings, IX conte di Huntingdon, nobile inglese (n. 1696)
- 1749 - Aleksandr Borisovič Kurakin, politico e ambasciatore russo (n. 1697)
- 1761 - Gabriele Manfredi, matematico italiano (n. 1681)
- 1764 - Cosimo Imperiali, cardinale italiano (n. 1685)
- 1769 - Vito D'Anna, pittore italiano (n. 1718)
- 1772 - George Keppel, III conte di Albemarle, generale inglese (n. 1724)
- 1773 - Antonia Barbiano di Belgiojoso, scrittrice e mecenate italiana (n. 1730)
- 1795 - William Prescott, ufficiale statunitense (n. 1726)
- 1799 - Giuseppe Lahoz Ortiz, generale italiano (n. 1766)
- 1799 - William Paca, politico statunitense (n. 1740)

## XIX secolo(49)
- 1803 - Louis Claude de Saint-Martin, filosofo francese (n. 1743)
- 1803 - Anne Charles Sigismond de Montmorency-Luxembourg, nobile e politico francese (n. 1737)
- 1805 - Charlotte Murray, nobildonna scozzese (n. 1731)
- 1810 - Pedro de Cárdenas y Blancardi, ammiraglio spagnolo (n. 1732)
- 1812 - Ignaz Ferdinand Arnold, scrittore tedesco (n. 1774)
- 1813 - Angelo Gottarelli, pittore italiano (n. 1740)
- 1815 - Gioacchino Murat, generale francese (n. 1767)
- 1817 - Ekaterina Petrovna Šuvalova, nobildonna russa (n. 1743)
- 1819 - Goran Magnus Sprengtporten, politico finlandese (n. 1740)
- 1822 - Antonio Canova, scultore e pittore italiano (n. 1757)
- 1824 - Giuseppe Biamonti, poeta e tragediografo italiano (n. 1762)
- 1828 - Vincenzo Monti, poeta, scrittore e traduttore italiano (n. 1754)
- 1847 - Johann Heinrich van Ess, teologo e biblista tedesco (n. 1772)
- 1849 - Pietro Anderloni, incisore e pittore italiano (n. 1785)
- 1852 - John Lloyd Stephens, esploratore, scrittore e diplomatico statunitense (n. 1805)
- 1853 - Pierre-François-Léonard Fontaine, architetto francese (n. 1762)
- 1854 - Giovanni Maria Visconte Proto, vescovo cattolico italiano (n. 1781)
- 1856 - Gian Giacomo Prever, politico italiano
- 1857 - Sergej Grigor'evič Lomonosov, politico e diplomatico russo (n. 1799)
- 1859 - Moritz von Hirschfeld, generale prussiano (n. 1790)
- 1859 - José Miguel de Velasco, politico boliviano (n. 1795)
- 1861 - Wilhelm Gayling von Altheim, generale tedesco (n. 1786)
- 1863 - Adolphe Billault, politico e avvocato francese (n. 1805)
- 1863 - Philippe Antoine d'Ornano, generale francese (n. 1784)
- 1866 - Charles Amyot, giurista e entomologo francese (n. 1799)
- 1869 - Charles Augustin de Sainte-Beuve, critico letterario, scrittore e aforista francese (n. 1804)
- 1871 - Giovanni Battista Carta, patriota e rivoluzionario italiano (n. 1783)
- 1873 - Emil von Sydow, militare, geografo e cartografo tedesco (n. 1812)
- 1876 - Giacomo Lomellino D'Aragona, patriota italiano (n. 1820)
- 1877 - William Railton, architetto inglese (n. 1800)
- 1877 - Antonio Scialoja, economista e politico italiano (n. 1817)
- 1878 - Ambrose Kingsland, politico statunitense (n. 1804)
- 1879 - Filippo Tranquillini, patriota e avvocato italiano (n. 1837)
- 1882 - Joseph Arthur de Gobineau, diplomatico, scrittore e filosofo francese (n. 1816)
- 1882 - Edgar Napoléon Henry Ney, generale e politico francese (n. 1812)
- 1883 - Beniamino Caso, patriota e politico italiano (n. 1824)
- 1885 - Gustav Kross, pianista russo (n. 1831)
- 1888 - Pietro Merlo, glottologo e linguista italiano (n. 1850)
- 1890 - William Worth Belknap, generale e politico statunitense (n. 1829)
- 1890 - Pëtr Aleksandrovič Čichačëv, storico, naturalista e geografo russo (n. 1808)
- 1890 - Samuel Freeman Miller, giudice, avvocato e medico statunitense (n. 1816)
- 1892 - August Essenwein, architetto e storico dell'arte tedesco (n. 1831)
- 1892 - Felix von Thümen, botanico e micologo tedesco (n. 1839)
- 1893 - Salvatore Albano, scultore italiano (n. 1839)
- 1893 - John Atkinson Grimshaw, pittore britannico (n. 1836)
- 1895 - Émile Louis Ragonot, entomologo francese (n. 1843)
- 1899 - Albert Allen, calciatore inglese (n. 1867)
- 1899 - Aristide Cavaillé-Coll, organaro francese (n. 1811)
- 1900 - Aldo Annoni, avvocato e politico italiano (n. 1831)

## XX secolo(225)
- 1903 - John Joseph Kain, arcivescovo cattolico statunitense (n. 1841)
- 1905 - Henry Irving, attore teatrale britannico (n. 1838)
- 1907 - Niccola Costella, politico italiano (n. 1844)
- 1908 - Antonietta di Sassonia-Altenburg, nobildonna (n. 1838)
- 1908 - Antonio Dal Favero, scultore e pittore italiano (n. 1842)
- 1908 - Shivajirao Holkar, principe indiano (n. 1859)
- 1909 - Francisco Ferrer Guardia, anarchico e pedagogista spagnolo (n. 1859)
- 1911 - Miguel Malvar, generale filippino (n. 1865)
- 1911 - Nivedita, missionaria, educatrice e attivista irlandese (n. 1867)
- 1911 - Harry Rickards, attore e impresario teatrale britannico (n. 1843)
- 1912 - Evaristo Carriego, poeta argentino (n. 1883)
- 1913 - Blanche Monnier, francese (n. 1849)
- 1913 - Leonid Sobolev, militare e politico russo (n. 1844)
- 1915 - Rodolfo Fierro, generale e rivoluzionario messicano (n. 1880)
- 1915 - Charles Sorley, poeta e militare scozzese (n. 1895)
- 1916 - Giovanni Spangher, banchiere, imprenditore e dirigente d'azienda italiano (n. 1852)
- 1917 - Ademaro Biano, calciatore italiano (n. 1885)
- 1917 - Orazio Comes, botanico italiano (n. 1848)
- 1917 - Florence La Badie, attrice statunitense (n. 1888)
- 1917 - Luigi Olivari, ufficiale e aviatore italiano (n. 1891)
- 1917 - Dante Viviani, architetto e restauratore italiano (n. 1861)
- 1918 - Rhoda de Bellegarde de Saint Lary, tennista italiana (n. 1890)
- 1918 - Gerrit Engelke, scrittore tedesco (n. 1890)
- 1918 - Morton Schamberg, pittore e fotografo statunitense (n. 1881)
- 1919 - Karl Adolph Gjellerup, poeta e scrittore danese (n. 1857)
- 1920 - Graziano Appiani, imprenditore e politico italiano (n. 1850)
- 1921 - Max Bewer, scrittore e poeta tedesco (n. 1861)
- 1921 - Enrico Bignami, giornalista e politico italiano (n. 1844)
- 1921 - Robert Bonnet, anatomista tedesco (n. 1851)
- 1923 - Émile Bergerat, saggista, critico teatrale e drammaturgo francese (n. 1845)
- 1923 - Duncan Stewart, politico uruguaiano (n. 1833)
- 1924 - Wallys Ghiglione, calciatore, arbitro di calcio e imprenditore italiano (n. 1875)
- 1924 - Emile Gillieron, archeologo, progettista e artista svizzero (n. 1850)
- 1924 - Kiyotake Shigeno, aviatore giapponese (n. 1882)
- 1925 - Giuseppe Frascara, avvocato, imprenditore e politico italiano (n. 1858)
- 1926 - Hans Ernst Kinck, scrittore norvegese (n. 1865)
- 1927 - Manfredo Manfredi, architetto italiano (n. 1859)
- 1927 - Francesco Scerbo, presbitero, glottologo e ebraista italiano (n. 1849)
- 1928 - Wilhelm Fliess, chirurgo tedesco (n. 1858)
- 1928 - Dagmar di Danimarca, imperatrice danese (n. 1847)
- 1928 - Charles Collette, ciclista su strada e pistard belga (n. 1868)
- 1928 - Edward John Wall, giornalista, chimico e scrittore britannico (n. 1860)
- 1930 - Harry Reginald Hall, egittologo e archeologo inglese (n. 1873)
- 1930 - Ardolph Loges Kline, politico statunitense (n. 1858)
- 1931 - George Kuwa, attore giapponese (n. 1885)
- 1931 - Victoriano Salado Álvarez, politico e giornalista messicano (n. 1867)
- 1931 - Angelo Volpi, fantino italiano (n. 1876)
- 1932 - Elbridgen Rand Herron, alpinista, letterato e musicista statunitense (n. 1902)
- 1933 - Cesare Serviatti, serial killer italiano (n. 1880)
- 1933 - Duke Worne, regista, attore e produttore cinematografico statunitense (n. 1888)
- 1935 - Dranem, attore e cantante francese (n. 1869)
- 1935 - Ulisse Ortensi, poeta, traduttore e bibliotecario italiano (n. 1863)
- 1936 - Ettore Lambertini, ingegnere italiano (n. 1861)
- 1936 - Shuja ul-Mulk, principe indiano (n. 1881)
- 1937 - Bekir Çobanzade, letterato ucraino (n. 1893)
- 1937 - Pietro Marussig, pittore italiano (n. 1879)
- 1938 - E. C. Segar, fumettista statunitense (n. 1894)
- 1939 - Ford Sterling, attore e regista statunitense (n. 1883)
- 1939 - Giacomo Sutter, imprenditore svizzero (n. 1873)
- 1940 - Alberto De Marinis Stendardo di Ricigliano, generale e politico italiano (n. 1868)
- 1940 - Ville Vallgren, scultore finlandese (n. 1855)
- 1942 - Henry Haslam, calciatore britannico (n. 1879)
- 1942 - Marko Natlačen, politico e avvocato jugoslavo (n. 1886)
- 1943 - Kerala Varma VI, principe indiano (n. 1863)
- 1943 - Iginio Tansini, chirurgo e oncologo italiano (n. 1855)
- 1944 - Hans Jürgen von Blumenthal, militare tedesco (n. 1907)
- 1944 - Giovanni Fornasini, presbitero italiano (n. 1915)
- 1944 - Walter Zironi, calciatore italiano (n. 1919)
- 1945 - Tom Bundy, tennista statunitense (n. 1881)
- 1945 - Milton S. Hershey, imprenditore e filantropo statunitense (n. 1857)
- 1945 - Joseph MacRory, cardinale e arcivescovo cattolico britannico (n. 1861)
- 1945 - Lucien Simon, pittore francese (n. 1861)
- 1946 - Alexander Grant, mezzofondista e siepista statunitense (n. 1874)
- 1946 - Victor Mayer, orafo e imprenditore tedesco (n. 1857)
- 1946 - Ole Sæther, tiratore a segno norvegese (n. 1870)
- 1946 - Jef Van de Fackere, pittore belga (n. 1879)
- 1947 - LeRoy Mason, attore statunitense (n. 1903)
- 1947 - Archibald Montgomery-Massingberd, militare e nobile britannico (n. 1871)
- 1947 - Sidney James Webb, politico britannico (n. 1859)
- 1948 - Ulisse Caputo, pittore italiano (n. 1872)
- 1948 - Samuel S. Hinds, attore statunitense (n. 1875)
- 1949 - August Aichhorn, psicoanalista austriaco (n. 1878)
- 1949 - Francesca Bonnemaison Farriols, bibliotecaria spagnola (n. 1872)
- 1949 - Marion Catherine Cave, antifascista britannica (n. 1896)
- 1950 - Carlo Albizzati, archeologo e numismatico italiano (n. 1888)
- 1950 - Attilio Cabiati, economista italiano (n. 1872)
- 1950 - František Švantner, scrittore slovacco (n. 1912)
- 1952 - Stanley Bacon, lottatore britannico (n. 1885)
- 1952 - Gaston Baty, regista teatrale, commediografo e saggista francese (n. 1885)
- 1952 - Giuseppe Scarpi, arbitro di calcio italiano (n. 1900)
- 1953 - Sergej Ivanovič Beljavskij, astronomo russo (n. 1883)
- 1953 - Bernardo Bertoglio, vescovo cattolico italiano (n. 1875)
- 1953 - Millard Mitchell, attore statunitense (n. 1903)
- 1954 - Joe Stack, cestista statunitense (n. 1912)
- 1955 - Alexandrina Maria da Costa, mistica portoghese (n. 1904)
- 1955 - Manuel Ávila Camacho, politico e generale messicano (n. 1897)
- 1956 - Léon Thiébaut, schermidore francese (n. 1880)
- 1957 - Erich Auerbach, filologo tedesco (n. 1892)
- 1957 - Charles Scharrès, pianista, compositore e pedagogo belga (n. 1888)
- 1958 - Angelo Invernizzi, ingegnere italiano (n. 1884)
- 1958 - Friedrich Kühne, attore austriaco (n. 1870)
- 1959 - Attilio Nani, scultore italiano (n. 1901)
- 1960 - Guglielmo Giannini, giornalista, politico e scrittore italiano (n. 1891)
- 1960 - Angelo Mattea, allenatore di calcio e calciatore italiano (n. 1892)
- 1961 - Maya Deren, regista ucraina (n. 1917)
- 1961 - Augustus John, pittore e incisore britannico (n. 1878)
- 1961 - Zoltán Korda, regista e sceneggiatore ungherese (n. 1895)
- 1961 - Archimede Melchior, calciatore italiano (n. 1901)
- 1961 - Carmelo Psaila, presbitero, scrittore e poeta maltese (n. 1871)
- 1961 - Louis Rwagasore, politico burundese (n. 1932)
- 1962 - Elisabetta di Urach, principessa tedesca (n. 1894)
- 1963 - Alan Arnold Griffith, ingegnere britannico (n. 1893)
- 1964 - Madeleine Delbrêl, mistica e poetessa francese (n. 1904)
- 1964 - Golam Mostofa, scrittore pakistano (n. 1897)
- 1964 - John Francis Toye, musicologo inglese (n. 1883)
- 1965 - Joe Brown, attore statunitense (n. 1884)
- 1965 - Livio Cattel, ciclista su strada italiano (n. 1901)
- 1966 - Eando Binder, scrittore statunitense (n. 1904)
- 1966 - Arturo Maineri de Meichsenau, politico e matematico italiano (n. 1904)
- 1966 - Clifton Webb, attore statunitense (n. 1889)
- 1967 - Mario Giumanini, dirigente sportivo e calciatore italiano (n. 1892)
- 1967 - Georges Sadoul, storico del cinema e critico cinematografico francese (n. 1904)
- 1968 - Bea Benaderet, attrice statunitense (n. 1906)
- 1968 - Vito Giuseppe Galati, politico, scrittore e giornalista italiano (n. 1893)
- 1969 - Filiberto Corelli, pittore e calciatore italiano (n. 1886)
- 1970 - Julia Culp, mezzosoprano olandese (n. 1880)
- 1970 - Giuseppe Martinenghi, architetto italiano (n. 1894)
- 1970 - Alberto Prebisch, architetto argentino (n. 1899)
- 1971 - Antonio Bertoli, calciatore e allenatore di calcio italiano (n. 1917)
- 1971 - Philip Fleming, canottiere britannico (n. 1889)
- 1971 - Kemp Malone, storico e filologo statunitense (n. 1889)
- 1971 - Joe Sullivan, pianista e compositore statunitense (n. 1906)
- 1971 - Renato Sacerdoti, dirigente sportivo italiano (n. 1891)
- 1972 - Oskar Bengtsson, calciatore svedese (n. 1885)
- 1972 - Arthur Schabinger, allenatore di pallacanestro, allenatore di football americano e dirigente sportivo statunitense (n. 1889)
- 1973 - Francesco Albergamo, filosofo, storico della filosofia e docente italiano (n. 1896)
- 1973 - Gino Beltrame, politico e partigiano italiano (n. 1902)
- 1973 - Witold Gerutto, multiplista, pesista e dirigente sportivo polacco (n. 1912)
- 1973 - Cevat Şakir, scrittore e etnografo turco (n. 1886)
- 1974 - Piero Bernardini, pittore e illustratore italiano (n. 1891)
- 1974 - Anatolij Kožemjakin, calciatore sovietico (n. 1953)
- 1974 - Josef Krips, direttore d'orchestra e violinista austriaco (n. 1902)
- 1974 - P. Schuyler Miller, autore di fantascienza statunitense (n. 1912)
- 1974 - Hinrich Möller, generale tedesco (n. 1906)
- 1974 - Sam Rice, giocatore di baseball statunitense (n. 1890)
- 1974 - Wojciech Rubinowicz, fisico polacco (n. 1889)
- 1974 - Ed Sullivan, conduttore televisivo, showman e giornalista statunitense (n. 1901)
- 1976 - Massimo Poggi, dirigente sportivo italiano (n. 1908)
- 1976 - Jerzy Strzałka, schermidore polacco (n. 1933)
- 1976 - Heinrich Träg, calciatore tedesco (n. 1893)
- 1977 - István Avar, calciatore ungherese (n. 1905)
- 1977 - Jackie Condon, attore cinematografico statunitense (n. 1918)
- 1977 - Jack McConaghy, scenografo statunitense (n. 1902)
- 1977 - Otto Steinwachs, vescovo vetero-cattolico tedesco (n. 1882)
- 1977 - Giovanni Trentarossi, ciclista su strada italiano (n. 1899)
- 1977 - Erik Wolf, filosofo tedesco (n. 1902)
- 1977 - Günther Wrede, storico e archivista tedesco (n. 1900)
- 1978 - Angelo Bollano, calciatore italiano (n. 1918)
- 1979 - Rebecca Clarke, violista e compositrice inglese (n. 1886)
- 1979 - Archibald Roosevelt, ufficiale statunitense (n. 1894)
- 1979 - Giovanni Sansone, matematico italiano (n. 1888)
- 1980 - Antoni Bura, militare e bobbista polacco (n. 1898)
- 1980 - Joan Meredith, attrice statunitense (n. 1907)
- 1981 - Nils Asther, attore svedese (n. 1897)
- 1981 - Antonio Berni, pittore e incisore argentino (n. 1905)
- 1981 - Marius Casadesus, violinista e compositore francese (n. 1892)
- 1981 - Philippe Étancelin, pilota automobilistico francese (n. 1896)
- 1981 - Laura Lee, attrice statunitense (n. 1910)
- 1981 - Clelia Matania, attrice italiana (n. 1918)
- 1982 - Elio Tiriolo, politico italiano (n. 1927)
- 1983 - Joe Bambrick, calciatore nordirlandese (n. 1905)
- 1984 - George Kelly, giocatore di baseball statunitense (n. 1895)
- 1984 - Josef Suchý, calciatore cecoslovacco (n. 1905)
- 1985 - Francesca Bertini, attrice italiana (n. 1892)
- 1985 - Tage Danielsson, regista, sceneggiatore e scrittore svedese (n. 1928)
- 1985 - Paolo De Stefano, mafioso italiano (n. 1943)
- 1985 - Pierre-Étienne Guyot, dirigente sportivo francese (n. 1906)
- 1985 - Herbert Nebe, ciclista su strada tedesco (n. 1899)
- 1986 - Stefano Di Bonaventura, militare italiano (n. 1966)
- 1986 - Frédéric Lansac, regista francese (n. 1942)
- 1987 - Walter Houser Brattain, fisico statunitense (n. 1902)
- 1987 - Carlos Cillóniz, calciatore peruviano (n. 1910)
- 1987 - Kishore Kumar, attore e cantante indiano (n. 1929)
- 1988 - Alfredo Adami, comico italiano (n. 1915)
- 1988 - Norman Barry, giocatore di football americano e allenatore di football americano statunitense (n. 1897)
- 1988 - Melvin Frank, regista, sceneggiatore e produttore cinematografico statunitense (n. 1913)
- 1988 - Amerigo Gentilini, tenore italiano (n. 1910)
- 1989 - Fred Agabashian, pilota automobilistico statunitense (n. 1913)
- 1989 - Václav Brabec, calciatore cecoslovacco (n. 1906)
- 1989 - Federico Coullaut-Valera, scultore spagnolo (n. 1912)
- 1989 - Lorenzo Menichino, politico italiano (n. 1923)
- 1989 - Giuseppe Palmieri, cestista, allenatore di pallacanestro e altista italiano (n. 1902)
- 1989 - Günther Ungeheuer, attore e doppiatore tedesco (n. 1925)
- 1989 - Herb Wildman, pallanuotista statunitense (n. 1912)
- 1989 - Cesare Zavattini, sceneggiatore, giornalista e commediografo italiano (n. 1902)
- 1990 - Douglas Edwards, conduttore televisivo e conduttore radiofonico statunitense (n. 1917)
- 1990 - Hans Freudenthal, matematico tedesco (n. 1905)
- 1990 - Lê Đức Thọ, rivoluzionario, militare e politico vietnamita (n. 1911)
- 1990 - Hans Namuth, fotografo statunitense (n. 1915)
- 1991 - Donald Houston, attore britannico (n. 1923)
- 1991 - Daniel Oduber Quirós, politico costaricano (n. 1921)
- 1991 - Franco Valsecchi, storico italiano (n. 1903)
- 1992 - Tula Belle, attrice statunitense (n. 1906)
- 1992 - Nemi D'Agostino, anglista italiano (n. 1924)
- 1992 - Frederico Serrão, schermidore brasiliano (n. 1908)
- 1993 - Otmar Gutmann, regista, produttore televisivo e animatore tedesco (n. 1937)
- 1994 - Karl Edward Wagner, scrittore statunitense (n. 1945)
- 1995 - Franca Brambilla Ageno, filologa e italianista italiana (n. 1913)
- 1995 - Albert Dubreucq, calciatore francese (n. 1924)
- 1995 - Michael Lah, animatore e regista statunitense (n. 1912)
- 1995 - Henry Roth, scrittore statunitense (n. 1906)
- 1995 - Jean Weber, attore francese (n. 1906)
- 1996 - Ugo Pecchioli, partigiano e politico italiano (n. 1925)
- 1996 - Beryl Reid, attrice britannica (n. 1919)
- 1996 - Pavel Aleksandrovič Solov'ëv, ingegnere sovietico (n. 1917)
- 1997 - Joyce Compton, attrice statunitense (n. 1907)
- 1997 - Cosimo Cordì, mafioso italiano (n. 1951)
- 1997 - Richard Mason, scrittore, produttore cinematografico e regista inglese (n. 1919)
- 1997 - Raf, fumettista spagnolo (n. 1928)
- 1998 - Thomas Byberg, pattinatore di velocità su ghiaccio norvegese (n. 1916)
- 1998 - Mariano Gaviola y Garcés, vescovo cattolico filippino (n. 1922)
- 1999 - Qasem-Ali Zahirnejad, generale iraniano (n. 1924)
- 2000 - László Kovács, scacchista ungherese (n. 1938)
- 2000 - Igino Lazzari, giornalista e critico musicale italiano (n. 1929)
- 2000 - Jean Peters, attrice statunitense (n. 1926)

## XXI secolo(129)
- 2001 - Mathieu Cardynaels, ciclista su strada belga (n. 1913)
- 2001 - Fritz Fromm, pallamanista tedesco (n. 1913)
- 2001 - Duane Grey, attore statunitense (n. 1921)
- 2001 - Mwanza Mukombo, calciatore della Repubblica Democratica del Congo (n. 1945)
- 2001 - Ol'ga Olejnik, matematica sovietica (n. 1925)
- 2001 - Walter Sabadini, politico italiano (n. 1921)
- 2002 - Stephen Ambrose, storico statunitense (n. 1936)
- 2002 - Keene Curtis, attore e doppiatore statunitense (n. 1923)
- 2002 - Billy McAdams, calciatore nordirlandese (n. 1934)
- 2002 - Dennis Patrick, attore statunitense (n. 1918)
- 2002 - Arturo Silvestri, calciatore e allenatore di calcio italiano (n. 1921)
- 2003 - Bertram Brockhouse, fisico canadese (n. 1918)
- 2003 - Albino Buticchi, dirigente sportivo italiano (n. 1926)
- 2003 - Walter Valdi, cantautore, cabarettista e attore italiano (n. 1930)
- 2004 - Giorgio Gullini, archeologo italiano (n. 1923)
- 2004 - Nirupa Roy, attrice indiana (n. 1931)
- 2004 - Bernice Rubens, scrittrice gallese (n. 1928)
- 2004 - Franco Sartori, storico italiano (n. 1922)
- 2004 - Walther Schaumann, militare e storico austriaco (n. 1923)
- 2005 - Vivian Malone Jones, attivista statunitense (n. 1942)
- 2005 - Wayne Weiler, pilota automobilistico statunitense (n. 1934)
- 2005 - Marian Zieliński, sollevatore polacco (n. 1929)
- 2006 - Luigi Bosco, calciatore italiano (n. 1922)
- 2006 - Dino Monduzzi, cardinale e vescovo cattolico italiano (n. 1922)
- 2006 - Joe Szura, hockeista su ghiaccio canadese (n. 1938)
- 2007 - Bob Denard, mercenario francese (n. 1929)
- 2007 - Tom Dawes, cantante statunitense (n. 1944)
- 2007 - Andrée De Jongh, partigiana belga (n. 1916)
- 2007 - Art Harris, cestista statunitense (n. 1947)
- 2007 - Alec Kessler, cestista statunitense (n. 1967)
- 2007 - Italo Mazzola, politico e sindacalista italiano (n. 1929)
- 2008 - Oszkár Csuvik, pallanuotista ungherese (n. 1925)
- 2008 - Guillaume Depardieu, attore francese (n. 1971)
- 2008 - Antonio José González Zumárraga, cardinale e arcivescovo cattolico ecuadoriano (n. 1925)
- 2008 - Frank Rosenthal, dirigente d'azienda e conduttore televisivo statunitense (n. 1929)
- 2009 - Maria Angiolillo, collezionista d'arte e socialite italiana (n. 1921)
- 2009 - Al Martino, cantante e attore statunitense (n. 1927)
- 2009 - Francesco Nazzaro, pittore italiano (n. 1921)
- 2009 - Corrado Sannucci, cantautore, giornalista e scrittore italiano (n. 1950)
- 2009 - Orane Simpson, calciatore giamaicano (n. 1983)
- 2010 - Juan Carlos Arteche, calciatore spagnolo (n. 1957)
- 2010 - Eddie Baily, calciatore inglese (n. 1925)
- 2010 - Nereo Burattini, allenatore di calcio e calciatore italiano (n. 1917)
- 2010 - Ien van den Heuvel, politica olandese (n. 1927)
- 2010 - Italo Tibaldi, italiano (n. 1927)
- 2011 - Viscardo Azzi, militare italiano (n. 1921)
- 2011 - Hasan Güngör, lottatore turco (n. 1934)
- 2011 - Barbara Kent, attrice canadese (n. 1907)
- 2011 - Abdoulaye Seye, velocista senegalese (n. 1934)
- 2012 - Gary Collins, attore e conduttore televisivo statunitense (n. 1938)
- 2012 - Eduardo de Gregorio, sceneggiatore, regista cinematografico e dialoghista argentino (n. 1942)
- 2013 - Giuseppe Di Costanzo, scrittore italiano (n. 1953)
- 2013 - Joe Meriweather, cestista, allenatore di pallacanestro e dirigente sportivo statunitense (n. 1953)
- 2013 - Eugenio Rambaldi, generale italiano (n. 1918)
- 2013 - Antti Tyrväinen, biatleta finlandese (n. 1933)
- 2013 - Takashi Yanase, scrittore giapponese (n. 1919)
- 2013 - Marco Zamperini, informatico, dirigente d'azienda e blogger italiano (n. 1963)
- 2014 - Antonio Cafiero, politico argentino (n. 1922)
- 2014 - Renzo Cappellaro, calciatore e allenatore di calcio italiano (n. 1937)
- 2014 - Natale Colla, calciatore italiano (n. 1931)
- 2014 - Giancarlo Ferri, politico italiano (n. 1929)
- 2014 - Elizabeth Norment, attrice statunitense (n. 1952)
- 2014 - Pontus Segerström, calciatore svedese (n. 1981)
- 2014 - Furio Stella, giornalista e scrittore italiano (n. 1957)
- 2015 - Jack Adams, cestista e allenatore di pallacanestro statunitense (n. 1934)
- 2015 - Vito Li Causi, politico italiano (n. 1946)
- 2016 - Bhumibol Adulyadej, re thailandese (n. 1927)
- 2016 - Luca Boneschi, avvocato e politico italiano (n. 1939)
- 2016 - Héctor Cincunegui, calciatore uruguaiano (n. 1940)
- 2016 - Giovanni Correnti, politico italiano (n. 1940)
- 2016 - Dario Fo, drammaturgo, attore e regista italiano (n. 1926)
- 2016 - Agathe Pembellot, magistrato della Repubblica del Congo (n. 1941)
- 2016 - Primo Sentimenti, calciatore e allenatore di calcio italiano (n. 1926)
- 2016 - Louis Stettner, fotografo statunitense (n. 1922)
- 2016 - Tonino Valerii, regista e sceneggiatore italiano (n. 1934)
- 2017 - Pierre Hanon, calciatore belga (n. 1936)
- 2017 - William Lombardy, scacchista statunitense (n. 1937)
- 2017 - Lauri Vilkko, pentatleta finlandese (n. 1925)
- 2017 - Albert Zafy, politico malgascio (n. 1927)
- 2018 - Patrick Baumann, dirigente sportivo svizzero (n. 1967)
- 2018 - Guido Columba, giornalista e sindacalista italiano (n. 1946)
- 2018 - Fabien Eboussi Boulaga, filosofo camerunese (n. 1934)
- 2018 - Don Leo Jonathan, wrestler statunitense (n. 1931)
- 2018 - Nikolaj Pankin, nuotatore sovietico (n. 1949)
- 2018 - Gerhard Prinzing, sciatore alpino tedesco (n. 1943)
- 2018 - Jim Taylor, giocatore di football americano statunitense (n. 1935)
- 2019 - Hideo Azuma, fumettista giapponese (n. 1950)
- 2019 - Maria Bettetini, filosofa italiana (n. 1962)
- 2019 - Paco Fabrini, attore italiano (n. 1973)
- 2019 - Vincenzo Gallizzi, politico e sindacalista italiano (n. 1927)
- 2019 - Richard Huckle, criminale britannico (n. 1986)
- 2019 - Charles Jencks, architetto del paesaggio statunitense (n. 1939)
- 2020 - Alessandro Aramu, hockeista su prato, allenatore di hockey su prato e dirigente sportivo italiano (n. 1942)
- 2020 - J. P. Clark, poeta e drammaturgo nigeriano (n. 1935)
- 2020 - Chris Killip, fotografo britannico (n. 1946)
- 2020 - Augusto Matine, allenatore di calcio e calciatore portoghese (n. 1947)
- 2020 - Percy Schmeiser, agricoltore canadese (n. 1931)
- 2020 - Elizabeth Wolgast, filosofa e scrittrice statunitense (n. 1929)
- 2021 - Mario Barluzzi, calciatore e allenatore di calcio italiano (n. 1935)
- 2021 - Gonario Gianoglio, politico italiano (n. 1932)
- 2021 - Dale E. Kildee, politico e insegnante statunitense (n. 1929)
- 2021 - Andrea Meyer, poetessa, artista e modella tedesca (n. 1969)
- 2021 - Gary Paulsen, scrittore statunitense (n. 1939)
- 2021 - Agnes Tirop, mezzofondista keniota (n. 1995)
- 2021 - Lenie van der Velde, cestista olandese (n. 1929)
- 2022 - Giovanni Di Pillo, giornalista e telecronista sportivo italiano (n. 1955)
- 2022 - James McDivitt, astronauta statunitense (n. 1929)
- 2022 - Susanna Mildonian, arpista belga (n. 1940)
- 2022 - Christina Moser, cantautrice svizzera (n. 1952)
- 2022 - Halvor Næs, saltatore con gli sci norvegese (n. 1928)
- 2022 - Dagmar Rom, sciatrice alpina austriaca (n. 1928)
- 2022 - Stavros Sarafis, calciatore greco (n. 1950)
- 2022 - Rollie Seltz, cestista e giocatore di baseball statunitense (n. 1924)
- 2022 - Joyce Sims, cantautrice statunitense (n. 1959)
- 2022 - Lennart Söderberg, allenatore di calcio e calciatore svedese (n. 1941)
- 2023 - Jairo Arias, calciatore colombiano (n. 1938)
- 2023 - Marcello De Stefano, regista e pittore italiano (n. 1929)
- 2023 - Louise Glück, poetessa e saggista statunitense (n. 1943)
- 2023 - Burdie Haldorson, cestista statunitense (n. 1934)
- 2023 - Hubert Reeves, astrofisico, ambientalista e divulgatore scientifico canadese (n. 1932)
- 2023 - Bud Somerville, giocatore di curling statunitense (n. 1937)
- 2023 - Pietro Vittorelli, abate italiano (n. 1962)
- 2024 - Giuseppe Angrisano, ammiraglio italiano (n. 1935)
- 2024 - Guido Bolaffi, giornalista, sociologo e funzionario italiano (n. 1946)
- 2024 - Ivano Bosdaves, calciatore italiano (n. 1945)
- 2024 - Peter Fregene, calciatore nigeriano (n. 1947)
- 2024 - Mayra Gómez Kemp, conduttrice televisiva cubana (n. 1948)
- 2024 - Shigemi Ikeda, direttore artistico giapponese (n. 1954)
- 2024 - Donal Brendan Murray, vescovo cattolico irlandese (n. 1940)